# Német vadászterrier
A német vadász terrier vagy jagd terrier Németországban kitenyésztett vadász terrier kutya fajta.

## Külső jellemzői
A tipikus jagd fekete szőrű, barna vagy vöröses foltokkal tarkítva a pofa és lábak környékén. Ez meglehetősen hasonlóvá teszi a dobermannhoz. Átlagos marmagassága 35–45 cm. A nőstények általában 7,5–8,5, míg a hímek 9–10 kilót nyomnak. Vannak sima és szálkás szőrű példányok is.Várható élettartam:13-15 év

## Vérmérséklete
A jagdterriert kifejezetten vadászatra tenyésztették, a vadászszenvedély az ösztöneiben van. Rókavadászatra és vaddisznóhajtásra termett. Rendkívül jó nyomkövető. Mindemellett tévhit, hogy csak vadászatra volna megfelelő, hiszen remekül tartható otthoni körülmények között, akár gyermekes családokban is. Kiváló házőrző kutya, hűséges társ. Szinte egész nap vadászlázban van, ezért
lakáson belüli tartásra nem ajánlott. Makacs, konok természete miatt nagyon hamar el kell kezdeni a kiképzést, ha vadászatra szeretnénk nevelni, különben nehezen hívható vissza. Hatalmas mókamester, a labdázást, apportírozást soha nem unja meg, és cipők, papucsok még idősebb korában is veszélyben vannak előtte.
Fő az elővigyázatosság!

## Eredete
"A XX. század elején pontosabban az 1900 – 1920-as években Németországban a foxterrierek igen közkedvelt fajta volt. Ebben az időszakban kezdődött a szétválás a tenyésztésben. Egyik irányzat a szép, az angol szabványnak megfelelő kutyákat helyezte előtérbe, a másik irányzat pedig a jó vadásztulajdonságokkal rendelkező kutyákat kedvelte. Foxterrierekkel egyre többet lehetett találkozni a kiállításokon s ez nagyon tetszett az angol bíráknak. Ami a vadászokat illeti, azok igen nehéz helyzetben voltak emiatt.
Németországban a foxiknak nagyobb hányada drótos típusú volt. Abban az időben ez volt a közkedvelt szőrminőség a használhatóság szempontjából. Már abban az időben a sötét színű kutyákat részesítették előnyben. Az egyik ilyen az elsők közül az „OACROYD DARKIE” nevű kan volt. Őt Angliából importálták, nagyon jó, megbízható vadászkutyaként ismerték.
A jó gondozási feltételeknek és a megfelelő szőrzetápolásnak köszönhetően a kutya szőrzete a lehető legsötétebb lett. Abban az időszakban az egyik legismertebb és legtapasztaltabb vadász, aki Foxikkal vadászott egy idős úr volt, Walter Zangenberg (ejtsd: Cangerberg) 6. Egyébként kiváló vadász és sok kutyás tanítómestereként ismerték, aki értékes tapasztalatait megosztotta a kezdőkkel is. Vadászatok alkalmával sokszor megtörtént, hogy olyan kotorékot találtak ahol 5 – 6 borz élt. Ilyen esetben megtörtént, hogy harc közben a kemény fogós kutyák elpusztultak a föld alatt.
Egyidőben az ilyen jellegű vadászatokkal megkezdődött a kutyák edzése, felkészítése a műkotorékokban (rókával, borzzal). Ilyen edzéseken a kutyatenyésztők összebarátkoztak, tapasztalatokat cseréltek, élményeikről beszámoltak és közös étkezéseket szerveztek. Egy ilyen jellegű ebéd alkalmával Walter Zangerberg úr és Carl Erich Grunewald úr megtudták, hogy egy Foxi szuka 4 fekete-vörös, rajzos drótszőrű kölyköt ellett. Mivel az angol szabványnak nem feleltek meg, nem lehetett őket törzskönyveztetni. Ennek ellenére W. Zangerberg úr megvette mind a négy kölyköt és a következő neveket adta nekik: Wervolf, Nigra, Raugraf, Morla.
Ezeket a kutyákat egymás között fedeztették, de a várt jó eredmények elmaradtak, mivel közeli vérrokonságban voltak. Később a német vadászok a már jól bevált foxijaikat és ő-angol terrierjeiket keresztezték a helyzet egész másképp alakult: igen jó vadászebeket kaptak belőlük. A további fedeztetések alkalmával csak a sötét színá kutyákat engedélyezték, a sok fehér szín kizáró oknak számított. Fontos tulajdonságként vették figyelembe a vörös színt a fejen és a lábakon.
A faj kialakításában ha nem is a legnagyobb de igen fontos szerepet töltött be Dr. Herbert Jakner úr Königsbergből, aki később elnöke lett a Német Vadász Terrier Klubnak. 1931-től elkezdték a hivatalos kennelbejegyzéseket."

/VIDOVIC JOVICA: NÉMET VADÁSZTERRIER/

## Források

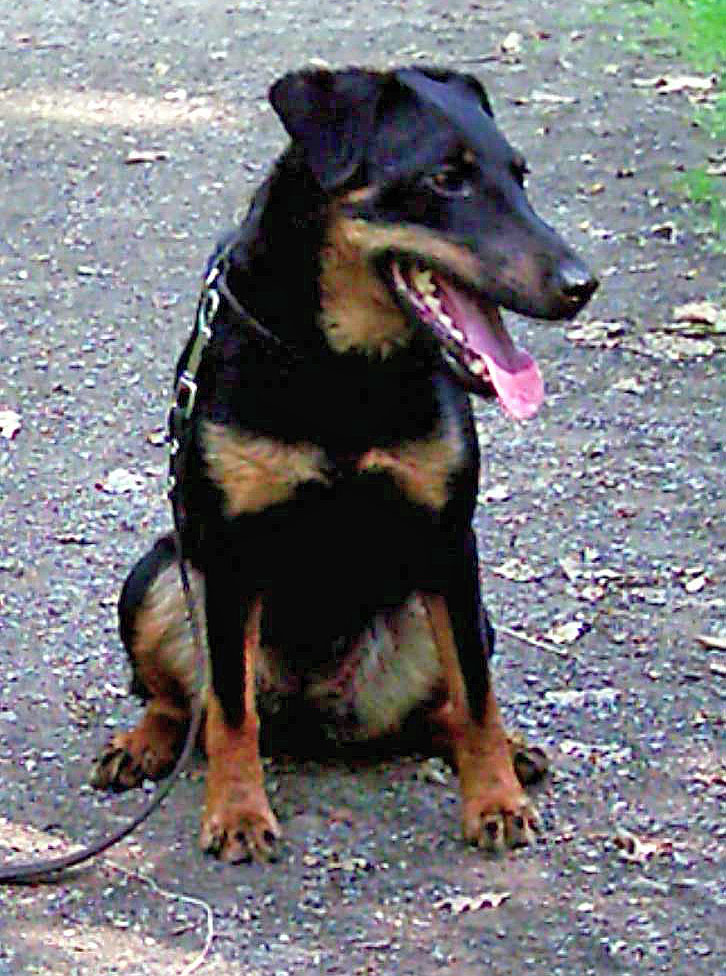
Simaszőrű jagd terrier
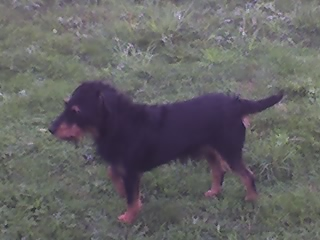
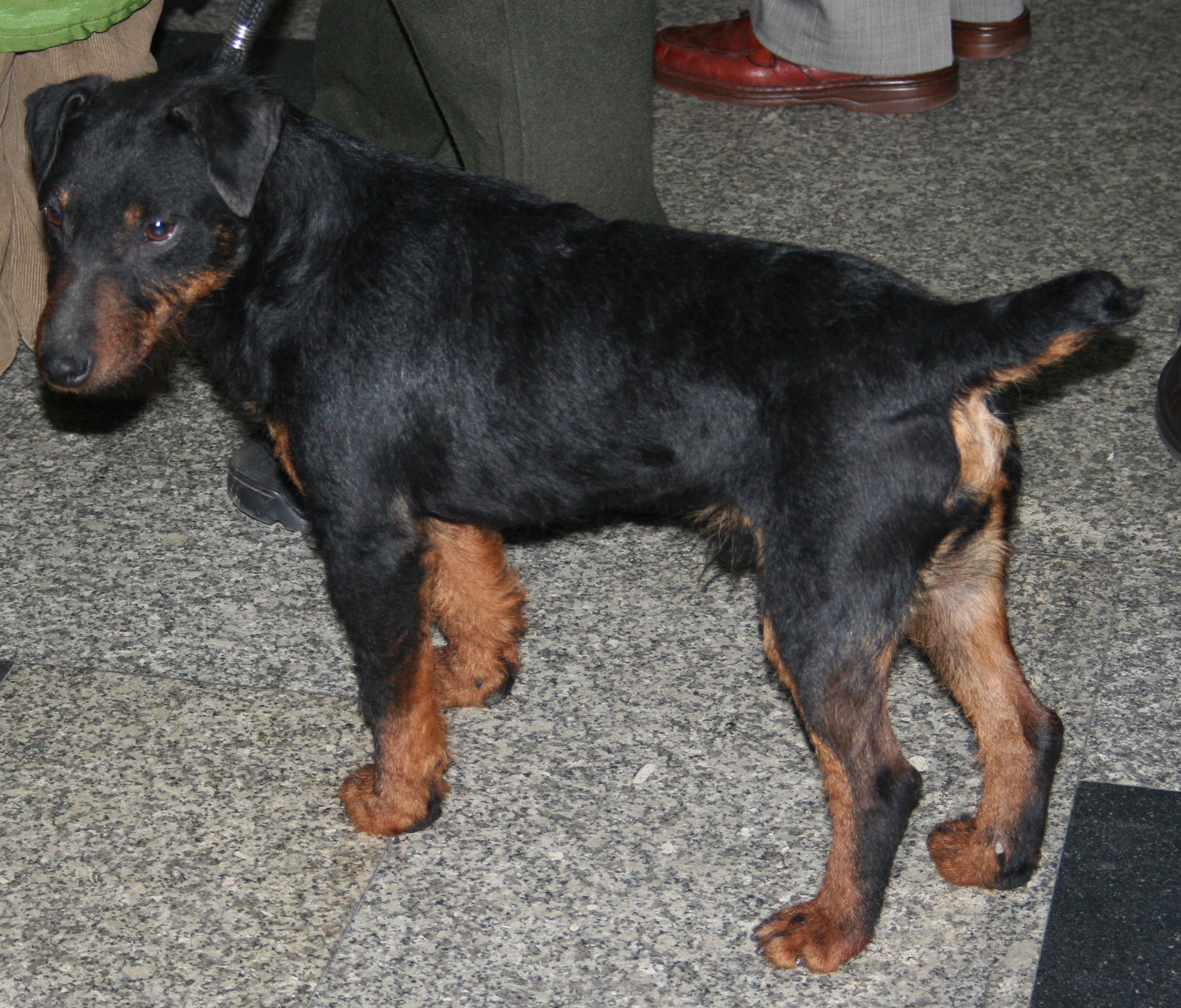
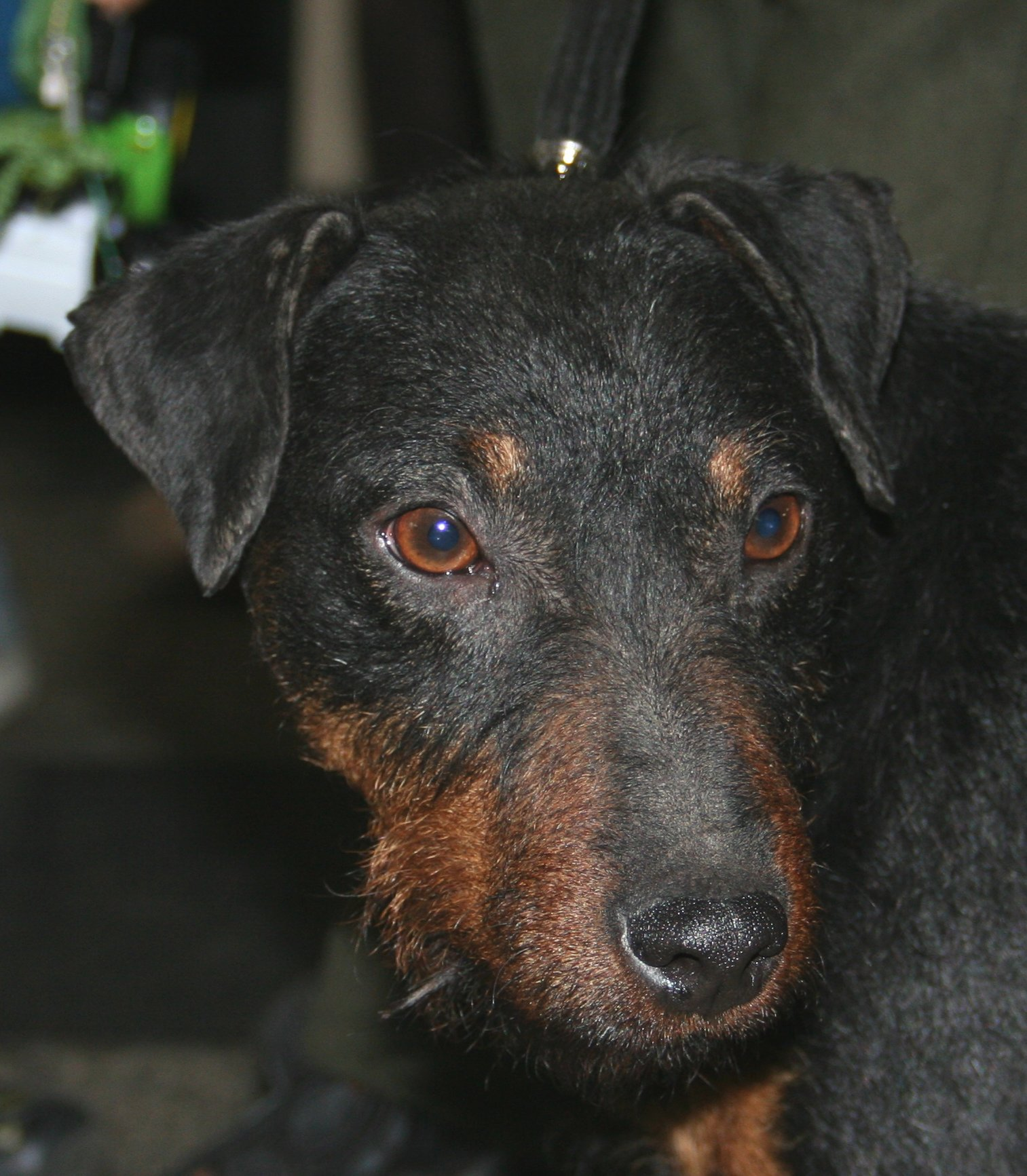
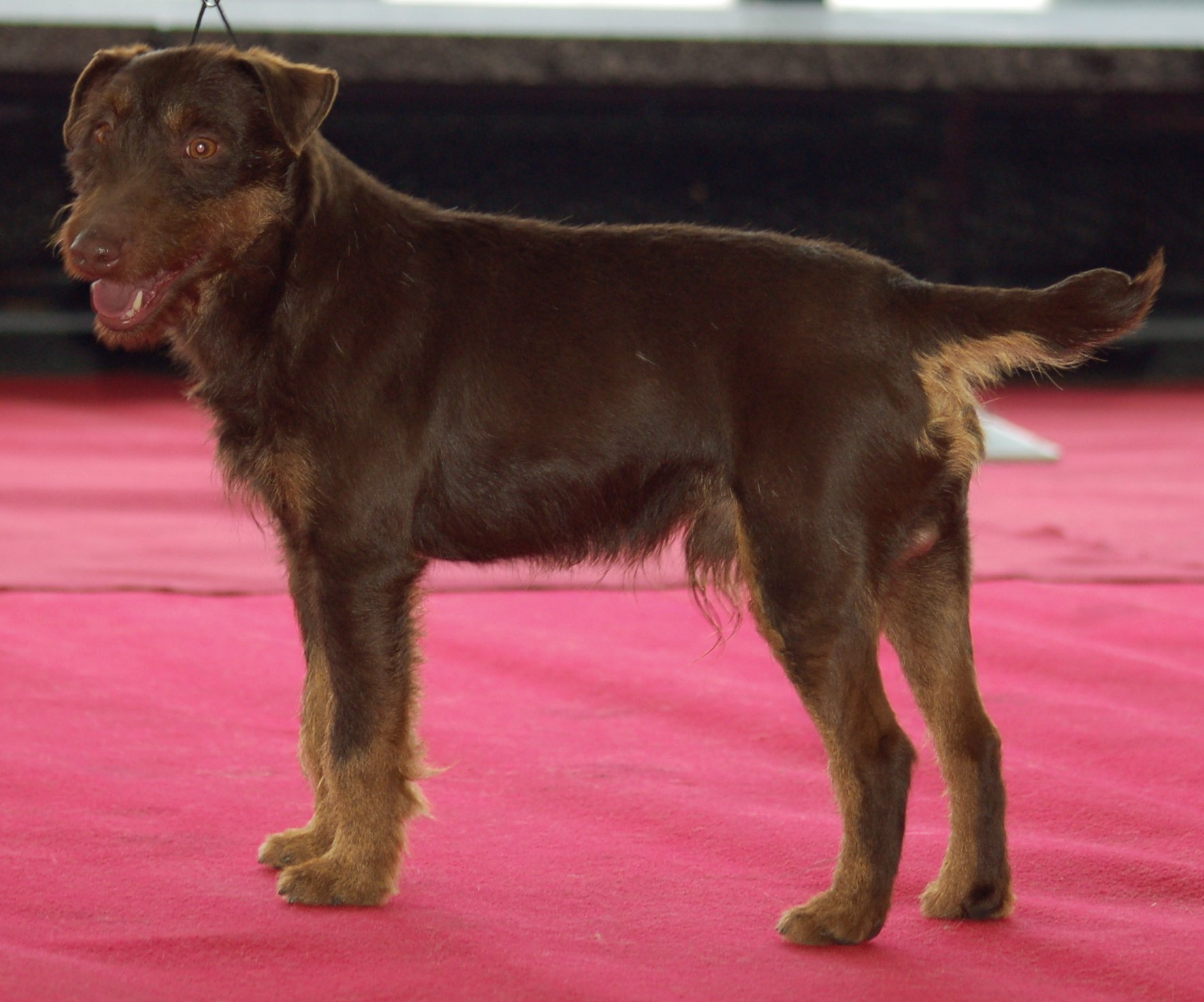
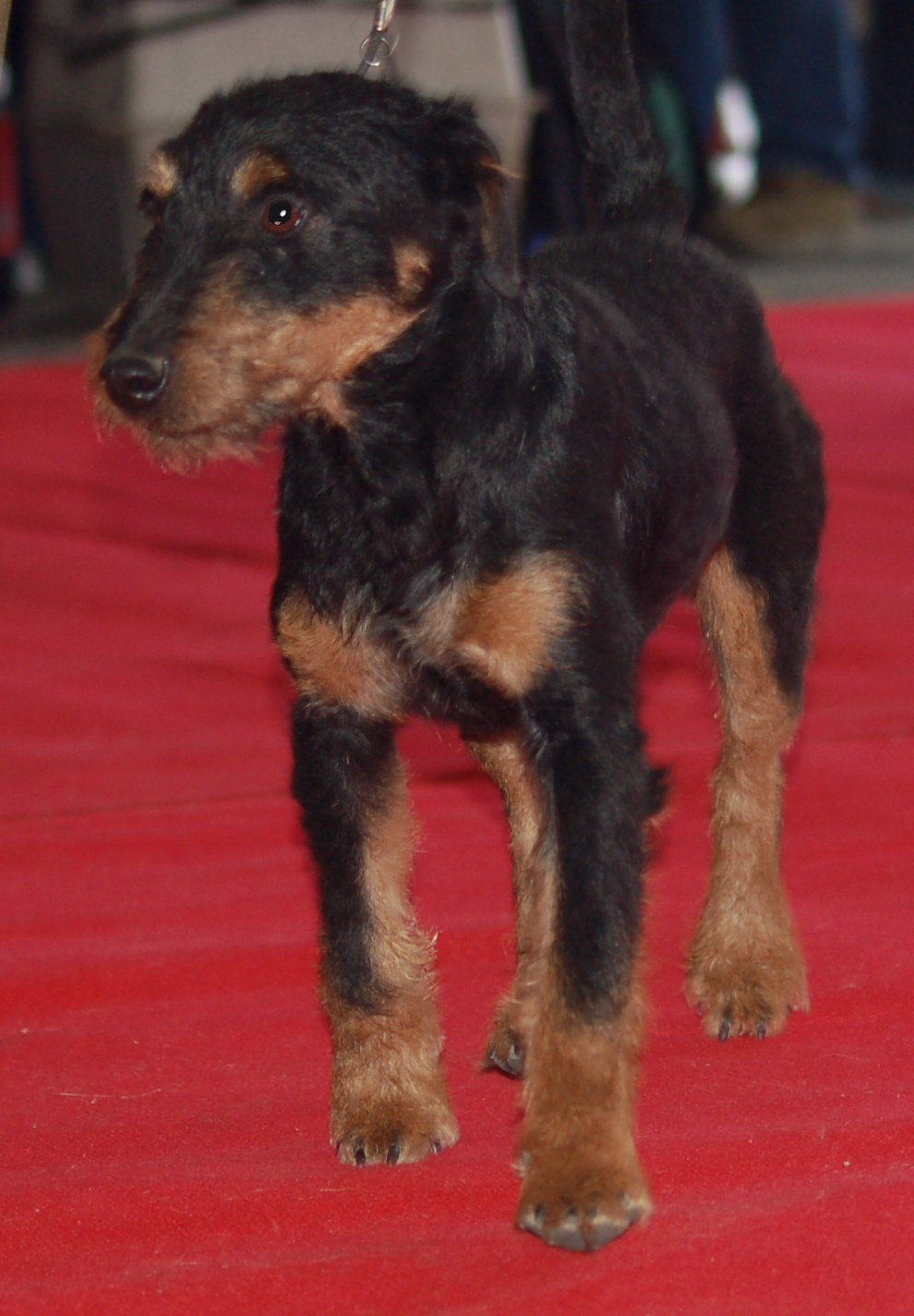
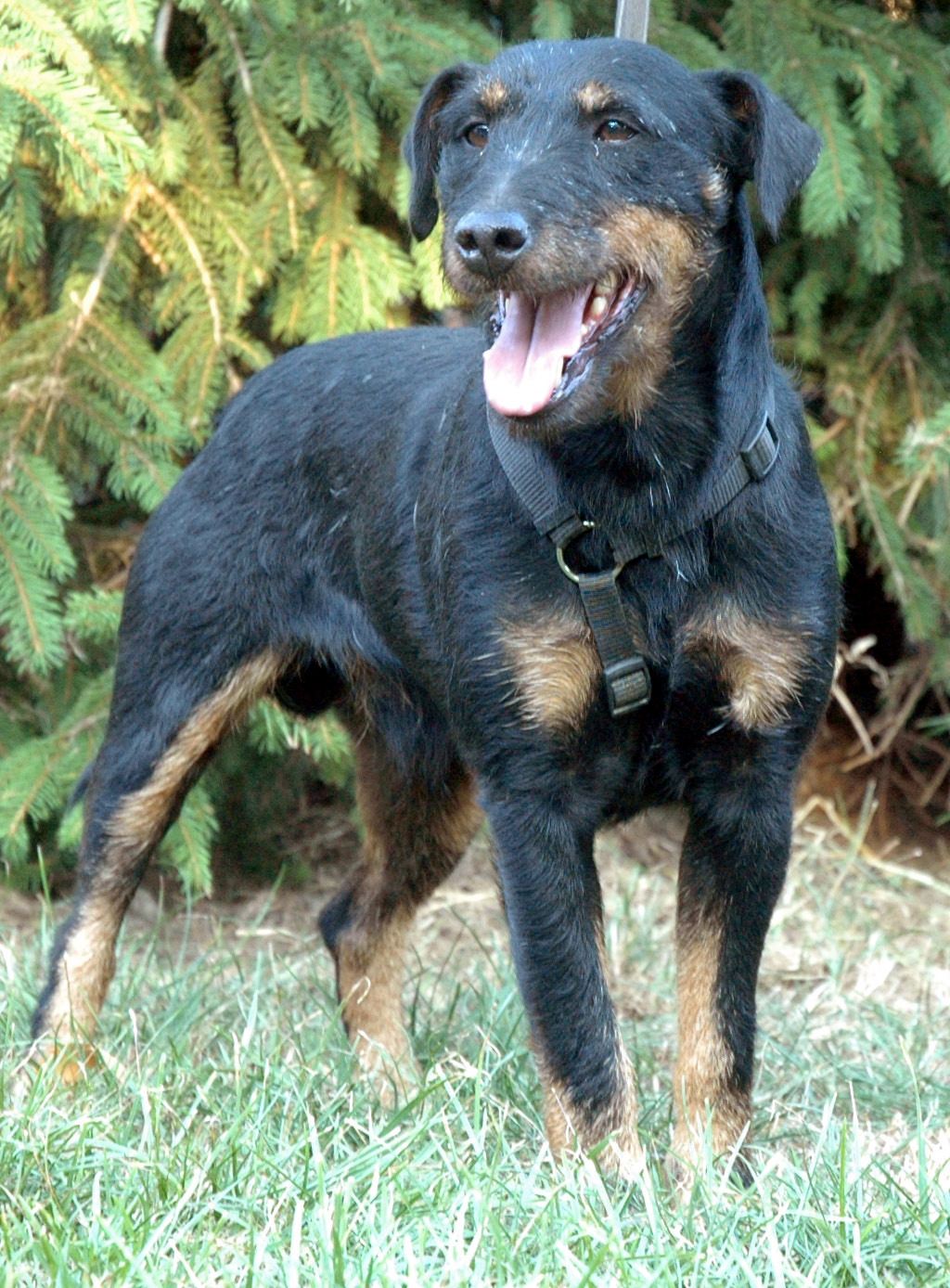
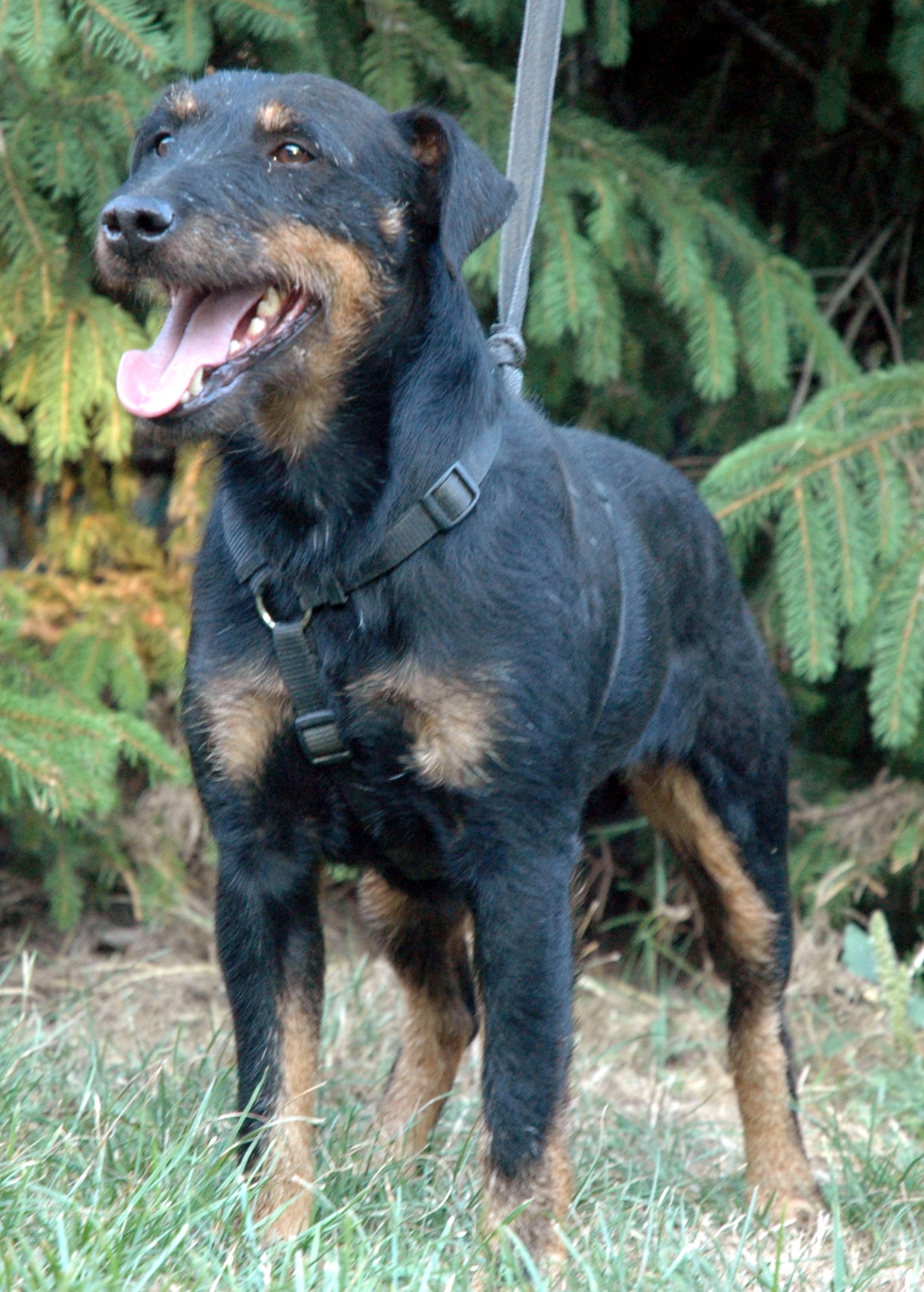
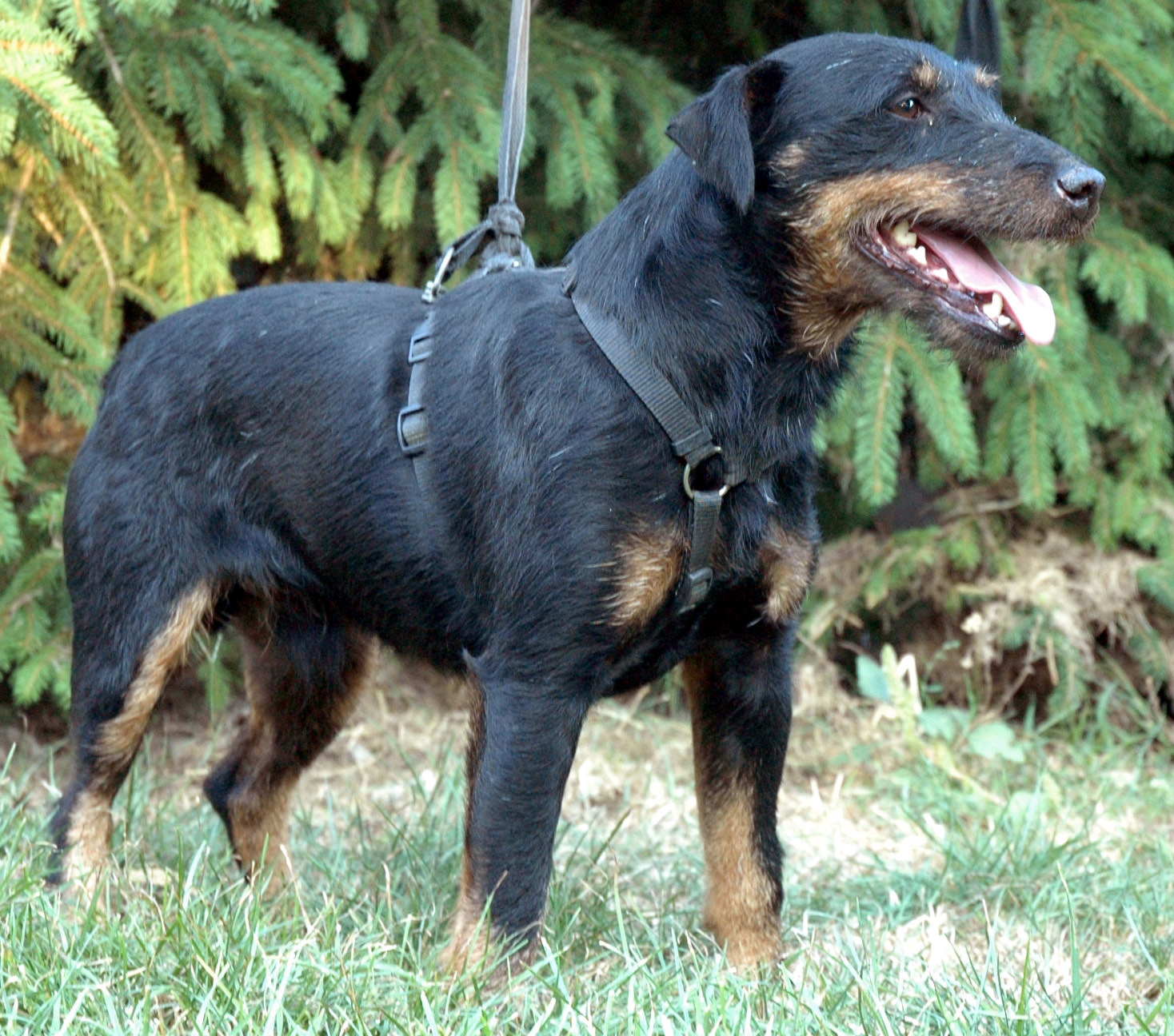
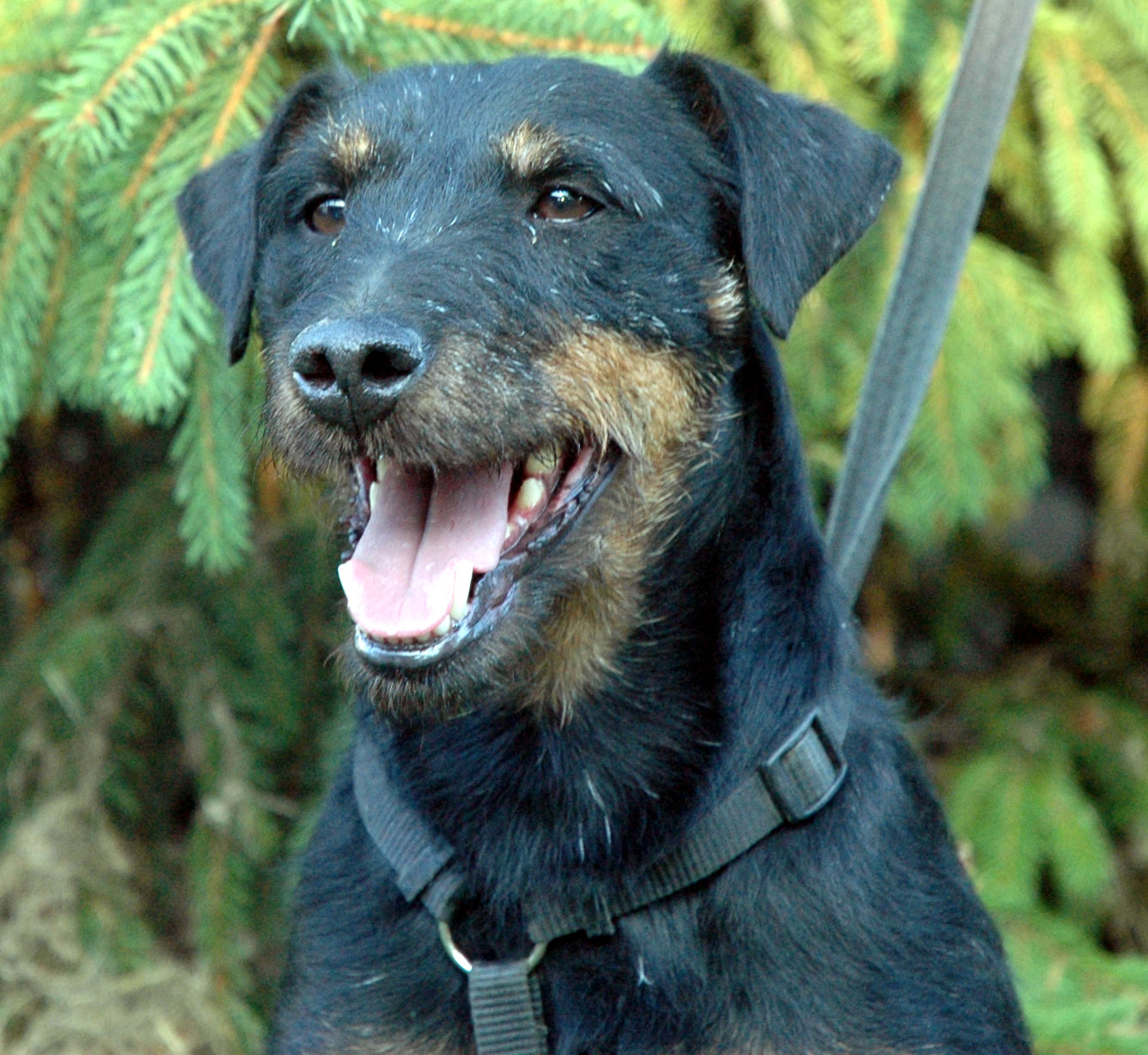
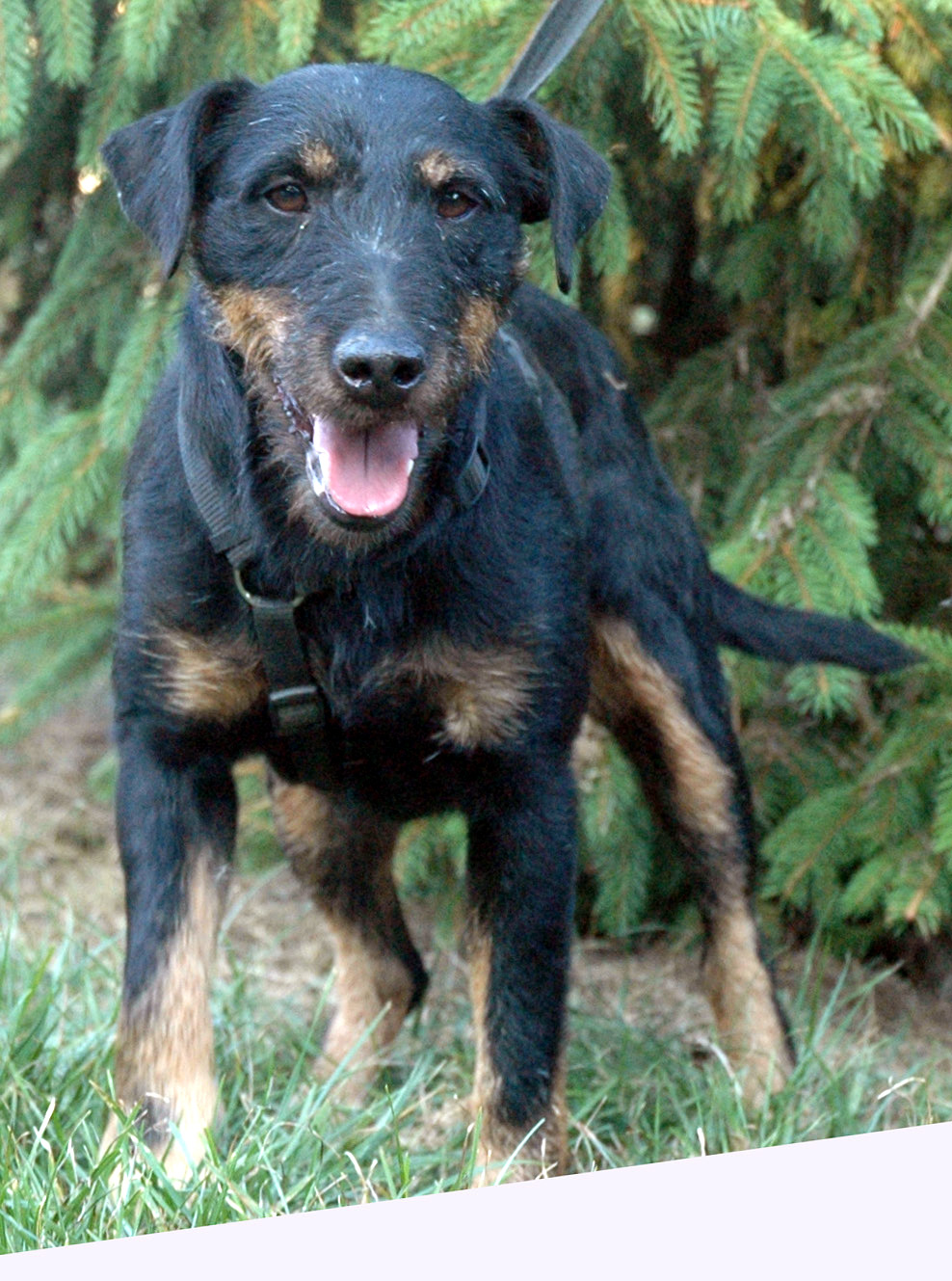
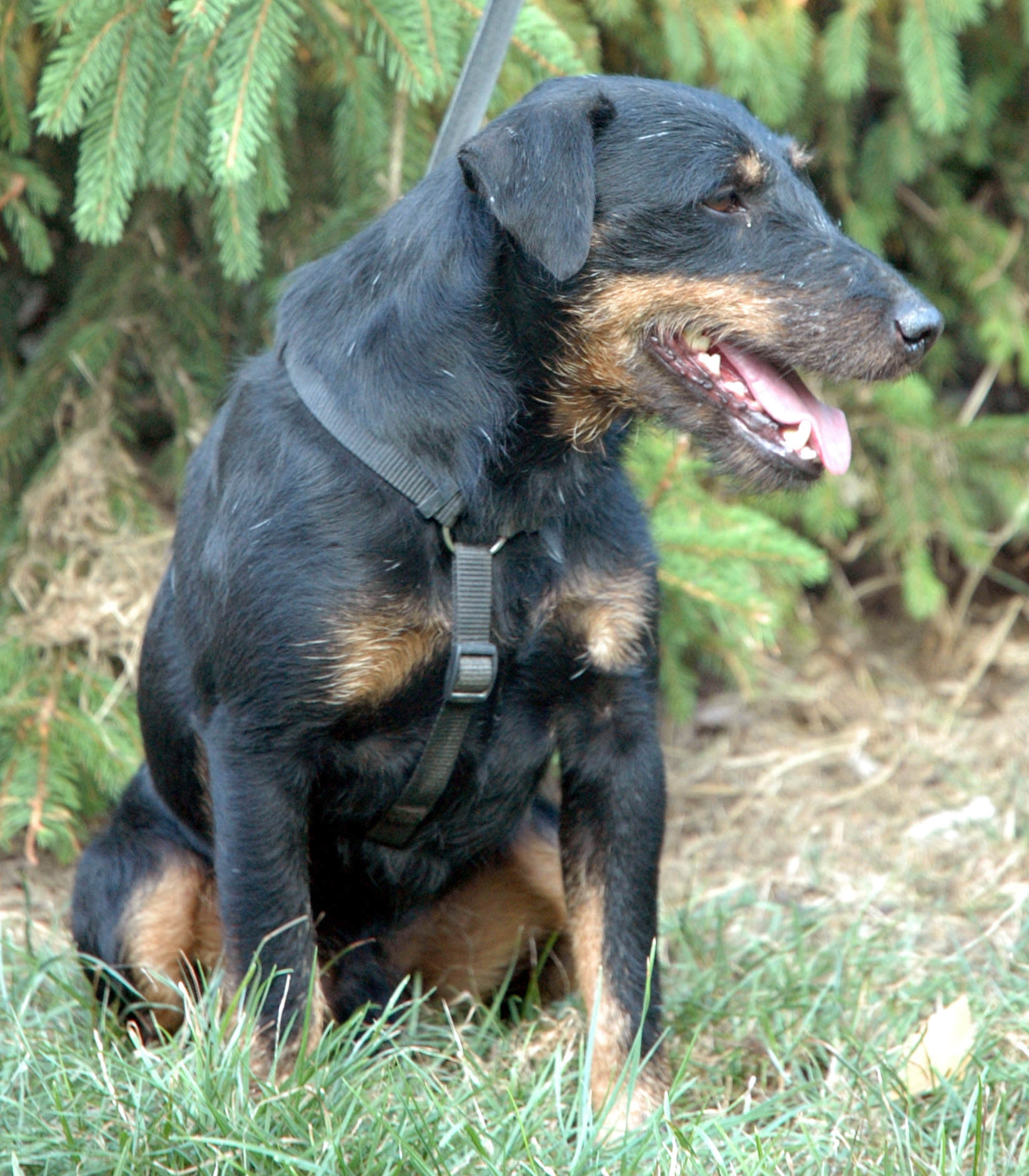
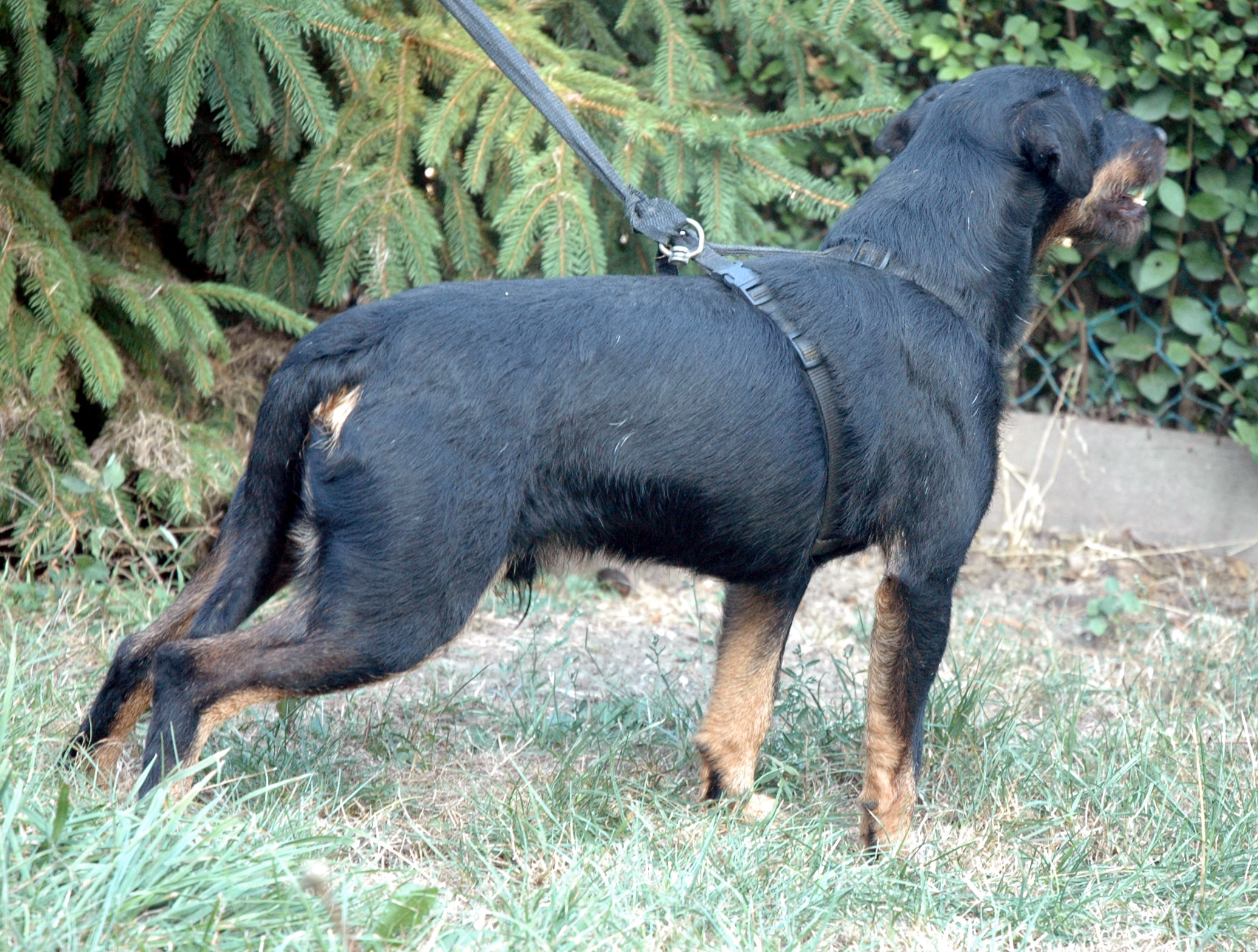
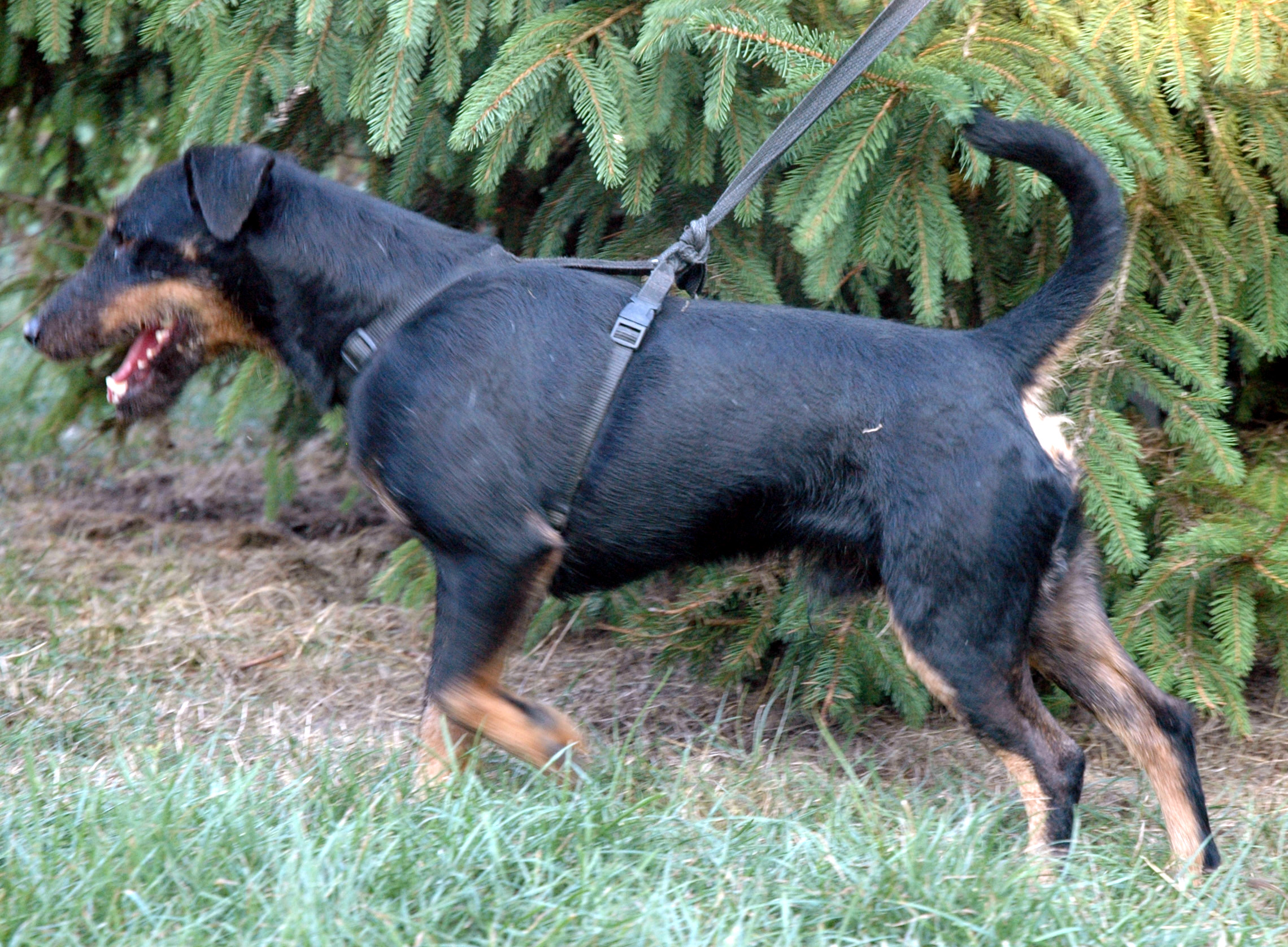
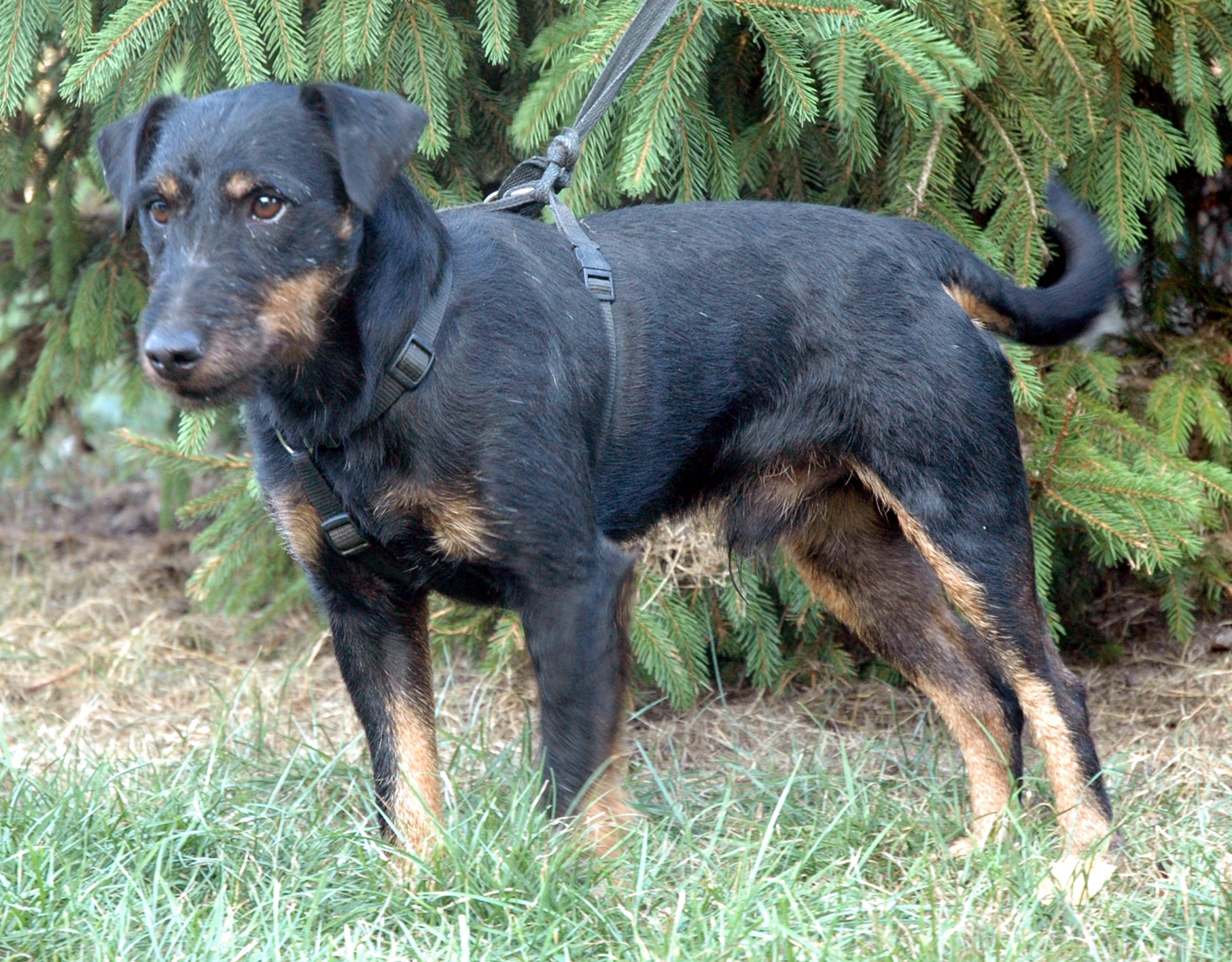
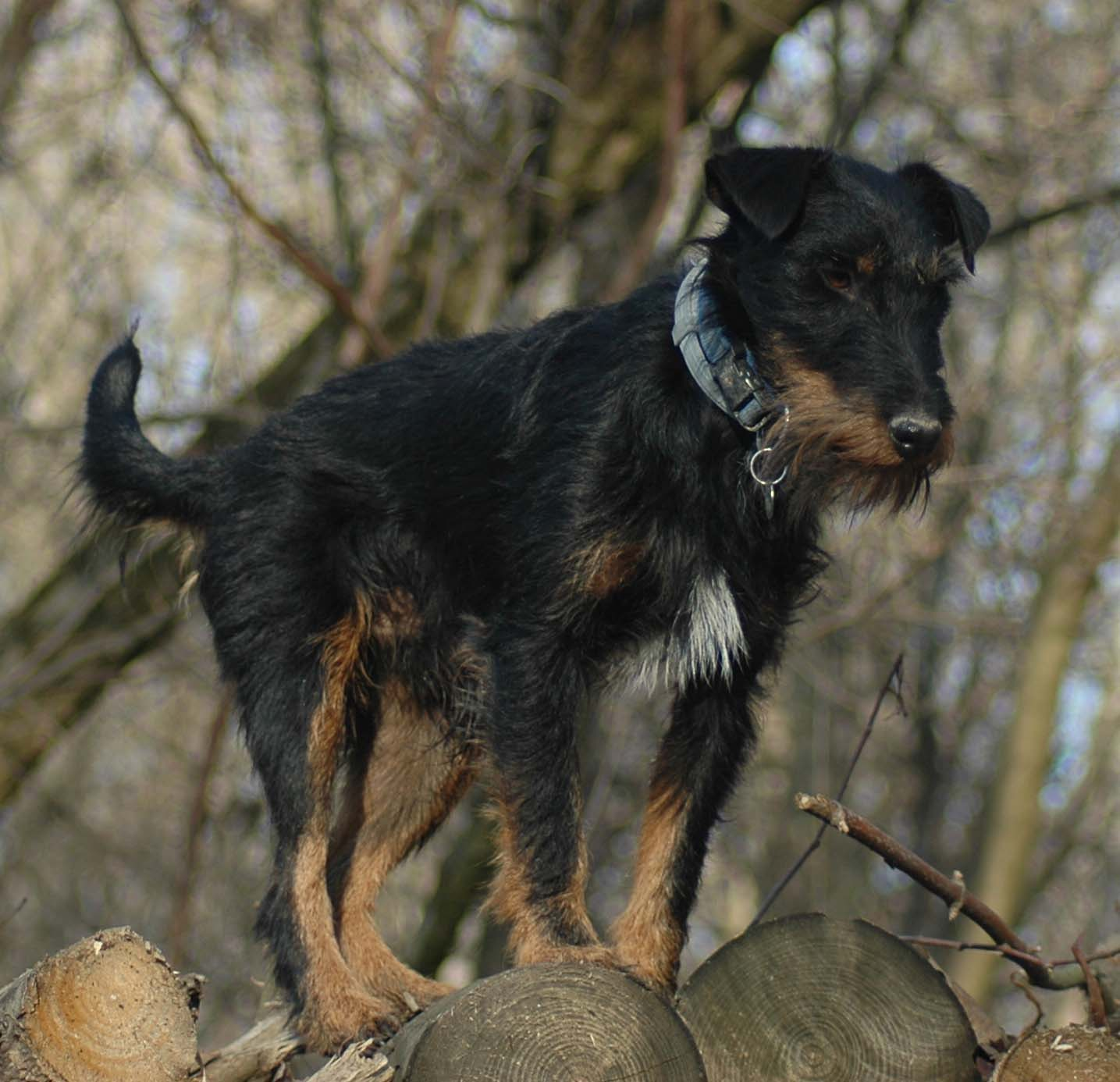
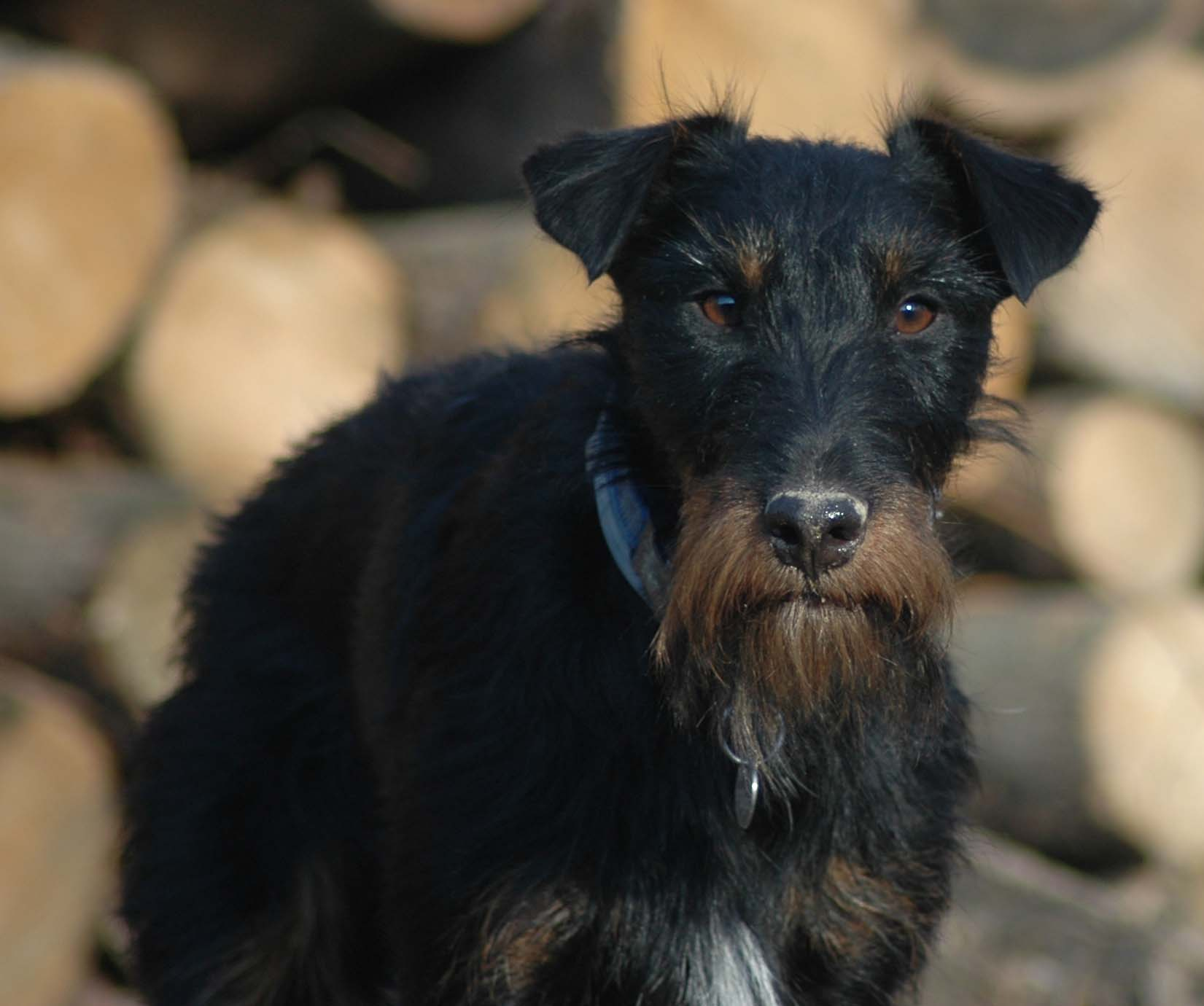
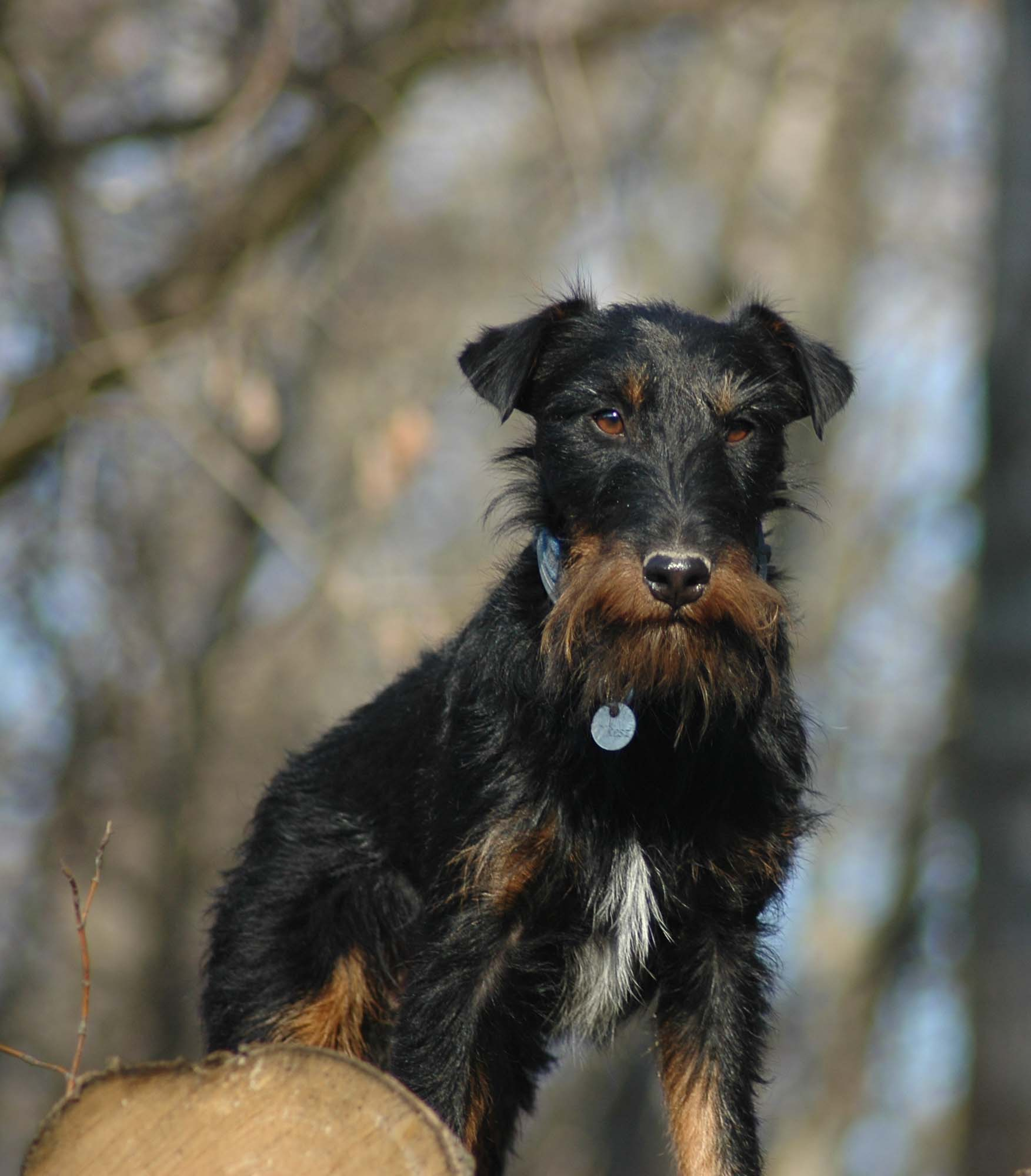
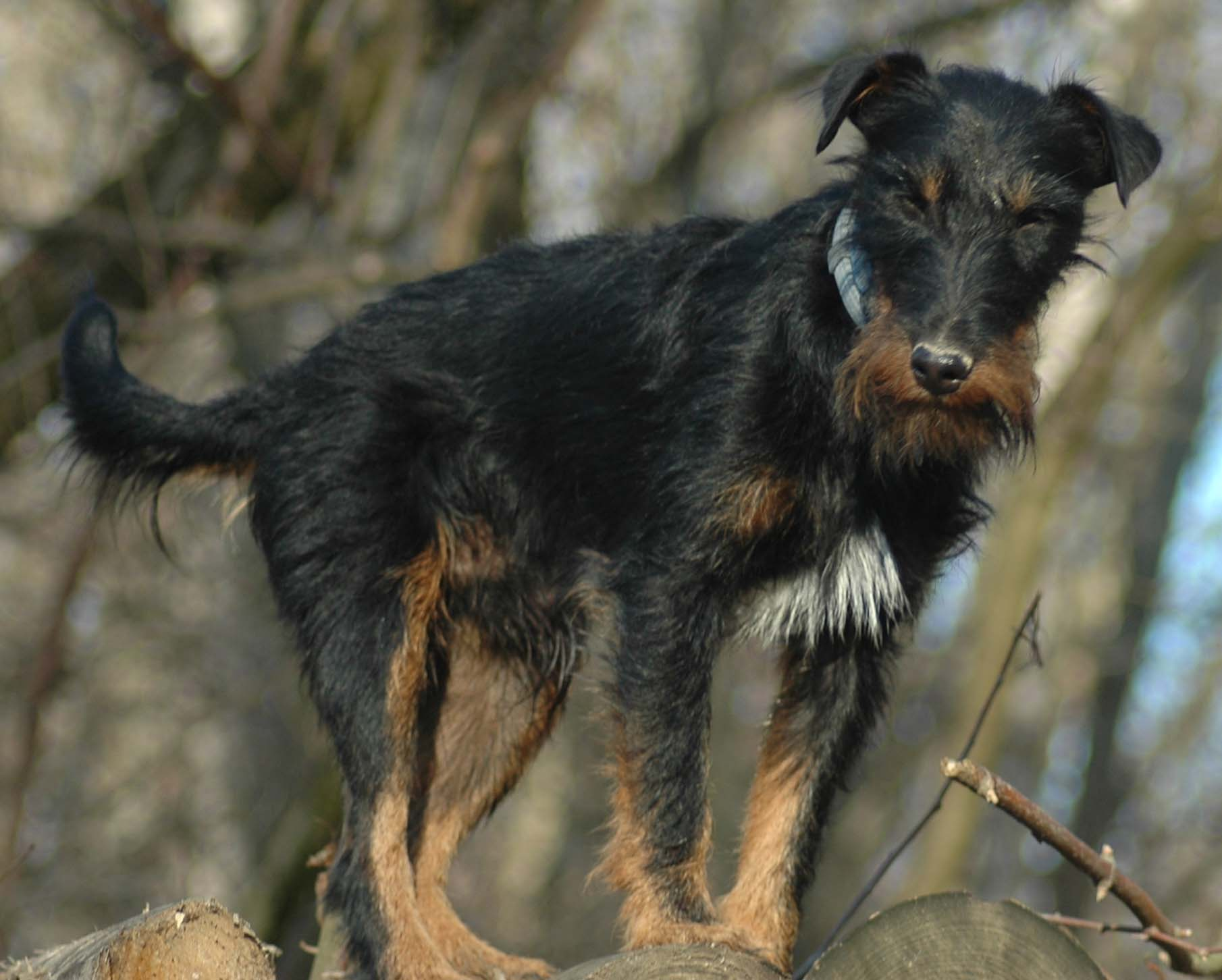
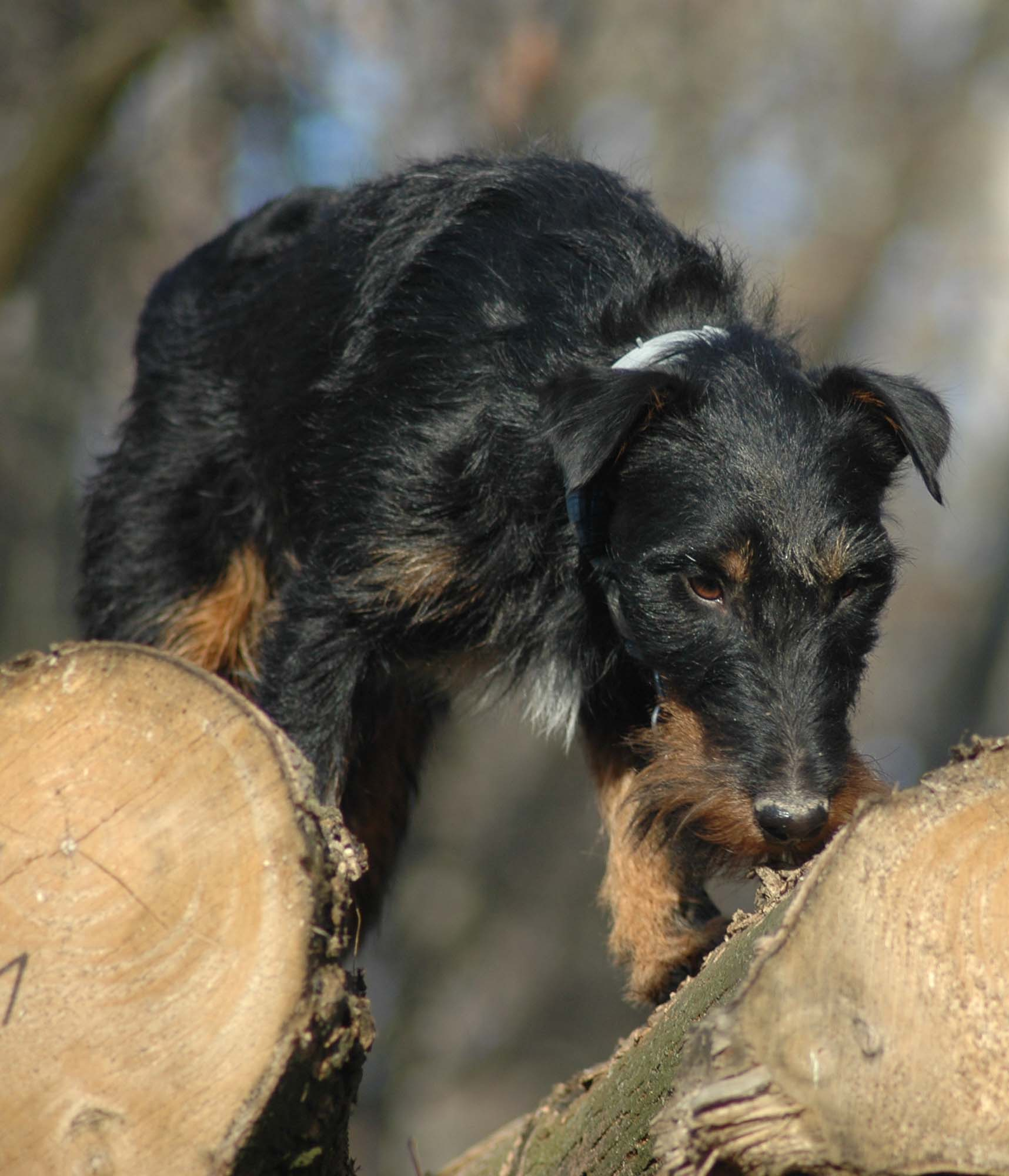

## Külső hivatkozások
- Jagdterrier fajtaleírás: a tűzről pattant német vadászterrier, aki nem hátrál meg semmitől
- Magyar Jagdterrier Klub
- German hunting terrier